# Thameslink
Thameslink é uma rota ferroviária de linha principal de 115 estações do sistema ferroviário britânico que funciona 24 horas indo de Bedford, Luton, Peterborough e Cambridge via Centro de Londres para Sutton, Orpington, Sevenoaks, Rainham, Horsham e Brighton. Serviços adicionais para East Grinstead e Littlehampton operam nos horários de pico. A rede foi aberta como um serviço completo em 1988, com superlotação severa em 1998, transportando mais de 28.000 passageiros no pico da manhã. Todos os serviços são atualmente operados pela Govia Thameslink Railway.

## Rota
Grande parte da rota original é sobre a Brighton Main Line (via London Bridge) e a parte sul da Midland Main Line, com um circuito suburbano através de Sutton e Wimbledon. Um ramal via Catford Loop Line para Sevenoaks foi adicionado em 2012. Seções para Peterborough na East Coast Main Line, Cambridge via Cambridge Line, Horsham na Arun Valley Line e Rainham via Greenwich foram adicionadas em 2018. East Grinstead e Littlehampton também são servidas nos horários de pico.
A rota pelo centro de Londres é via St Pancras International para conexões com Eurostar e East Midlands; Farringdon, para as linhas Circle, Metropolitan e Hammersmith & City do Metrô de Londres, e brevemente Crossrail; City Thameslink, que substituiu a demolida Estação de Holborn Viaduct e tem uma entrada sul que serve Ludgate Circus; Blackfriars, para os serviços ferroviários da linha principal e as linhas District e Circle do Metrô de Londres; e a London Bridge para ligações das linhas principais em Kent e Sussex e as linhas do Metrô Northern e Jubilee. King's Cross Thameslink na Pentonville Road fechou em 8 de dezembro de 2007.
Os trens que operam o serviço "linha principal" (Bedford para Brighton, Peterborough para Horsham) incluem acomodações de primeira classe; aqueles operando a partir de Luton, St Albans e Kentish Town para Sutton, Sevenoaks e Orpington são geralmente apenas de classe padrão. Quando a Govia operou a franquia Thameslink original esses serviços foram designados "Thameslink CityFlier" e "Thameslink CityMetro", respectivamente, mas a First Capital Connect abandonou essa marca. Govia Thameslink Railway agora refere-se a estes serviços como Route TL1 (anteriormente Route 6) e Route TL2 / TL3 (anteriormente Route 7/8), respectivamente.

## História
Os serviços de passageiros operavam em Londres através do Túnel Snow Hill desde a metade da era vitoriana até a Primeira Guerra Mundial, quando os serviços terminavam em Moorgate da linha Midland para o norte e para Holborn Viaduct desde o sul, numa época em que o tráfego havia sido perdido para ônibus e bondes. Havia plataformas de baixo nível sob a parte principal da estação de Holborn Viaduct conhecidas como as plataformas de Snow Hill: estas ainda podem ser vistas ao sair da estação de City Thameslink em direção ao norte.
Em 14 de junho de 1941, o ferroviário George Dow propôs em um artigo no jornal londrino The Star que novas rotas fossem construídas em túneis de Marylebone ao sul até Victoria, e de King's Cross ao sul até Charing Cross. Ambas se conectariam com um túnel Paddington-Liverpool Street que ele propôs, antecipando o Crossrail em 40   anos. Ele também propôs uma rota nordeste/sudoeste de Liverpool Street para Charing Cross, todas projetadas para oferecer a Londres uma rede compreensiva de conexões de linhas principais.
A rota do Túnel Snow Hill permaneceu aberto para os trens de carga cruzando Londres até 1970, quando a seção curta entre Farringdon e Holborn Viaduct foi fechada.
A eletrificação aérea, concluída em 1982, permitiu que a seção norte funcionasse como a Midland City Line, de Bedford via a Midland Main Line até St Pancras, e via City Widened Lines até Moorgate.
O túnel Snow Hill foi reaberto pela British Rail para trens de passageiros depois de 72 anos, com o Thameslink iniciando em maio de 1988. Em 29 de janeiro de 1990, a seção entre Blackfriars e Farringdon foi temporariamente fechada para permitir a construção de um novo alinhamento. A rota através do local da estação de Ludgate Hill há muito fechada, passando por Ludgate Hill até Holborn Viaduct foi abandonada e demolida. A rota de substituição sob Ludgate Hill foi aberta em 29 de maio de 1990 pela Network SouthEast (setor da British Rail) simultaneamente com a estação de City Thameslink, que inicialmente foi chamada de St Paul's Thameslink mas foi renomeada em 1991 para evitar confusão com a estação de St. Paul do Metrô (Central line), a cerca de 500 metros (550 yd) de distância.
King's Cross Thameslink em Pentonville Road foi fechada em 8 de dezembro de 2007 quando as plataformas da Thameslink na vizinha St. Pancras foram abertas.
No sul os serviços se dividem: os trens da linha principal passam por London Bridge para East Croydon e Brighton, mas a outra rota tem uma história mais convoluta. Em 1988-91, os trens passavam por Bromley para Orpington e Sevenoaks, e via Herne Hill e East Croydon para Purley (apenas fora do pico). Mais tarde, os trens que não passavam por Brighton passavam via Elephant & Castle e Streatham para West Croydon, Carshalton Beeches, Sutton, Epsom, Leatherhead e Effingham Junction, para Guildford.
Por volta de 1995 a rota foi mudada completamente, com uma rota para Sutton via Mitcham Junction continuando em um circuito para Wimbledon se reunindo ao sul de Streatham substituindo o serviço de West Croydon.
A partir de 1 de abril de 2006, a franquia foi assumida pela First Capital Connect juntamente com alguns serviços anteriormente operados pela WAGN. A marca da maioria dos trens, estações e placas foi alterada para corresponder ao nome da nova empresa, mas City Thameslink e West Hampstead Thameslink não foram renomeadas como a Thameslink referiu à rota. Após críticas da perda do nome para este grupo de rotas, a publicidade da First Capital Connect começou a chamar esse conjunto de serviços de "Thameslink route" para distingui-lo dos antigos serviços WAGN.
Em 14 de setembro de 2014, a Govia Thameslink Railway assumiu as operações da First Capital Connect.

## Thameslink Programme

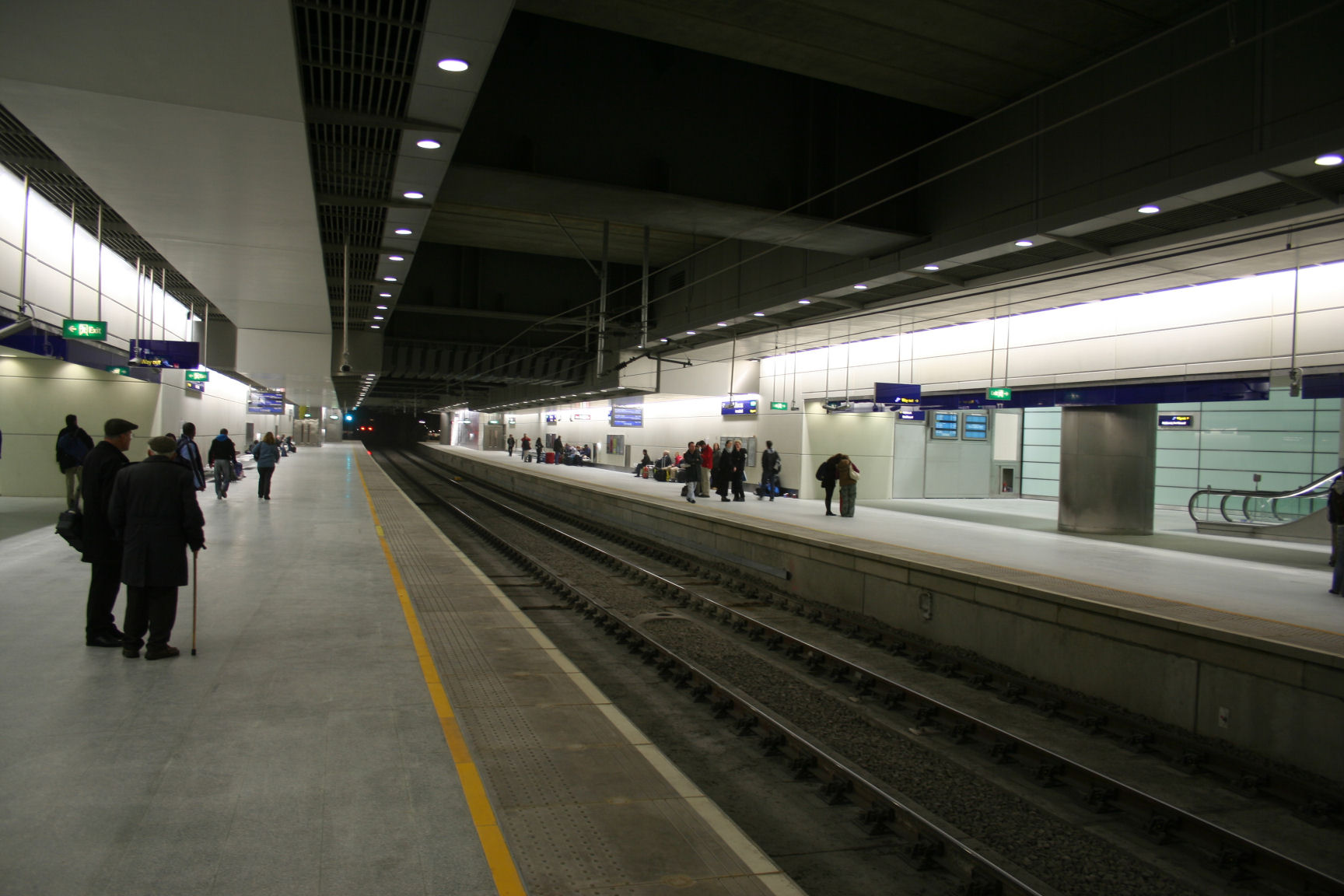
Plataformas de St Pancras International Thameslink abertas em 2007

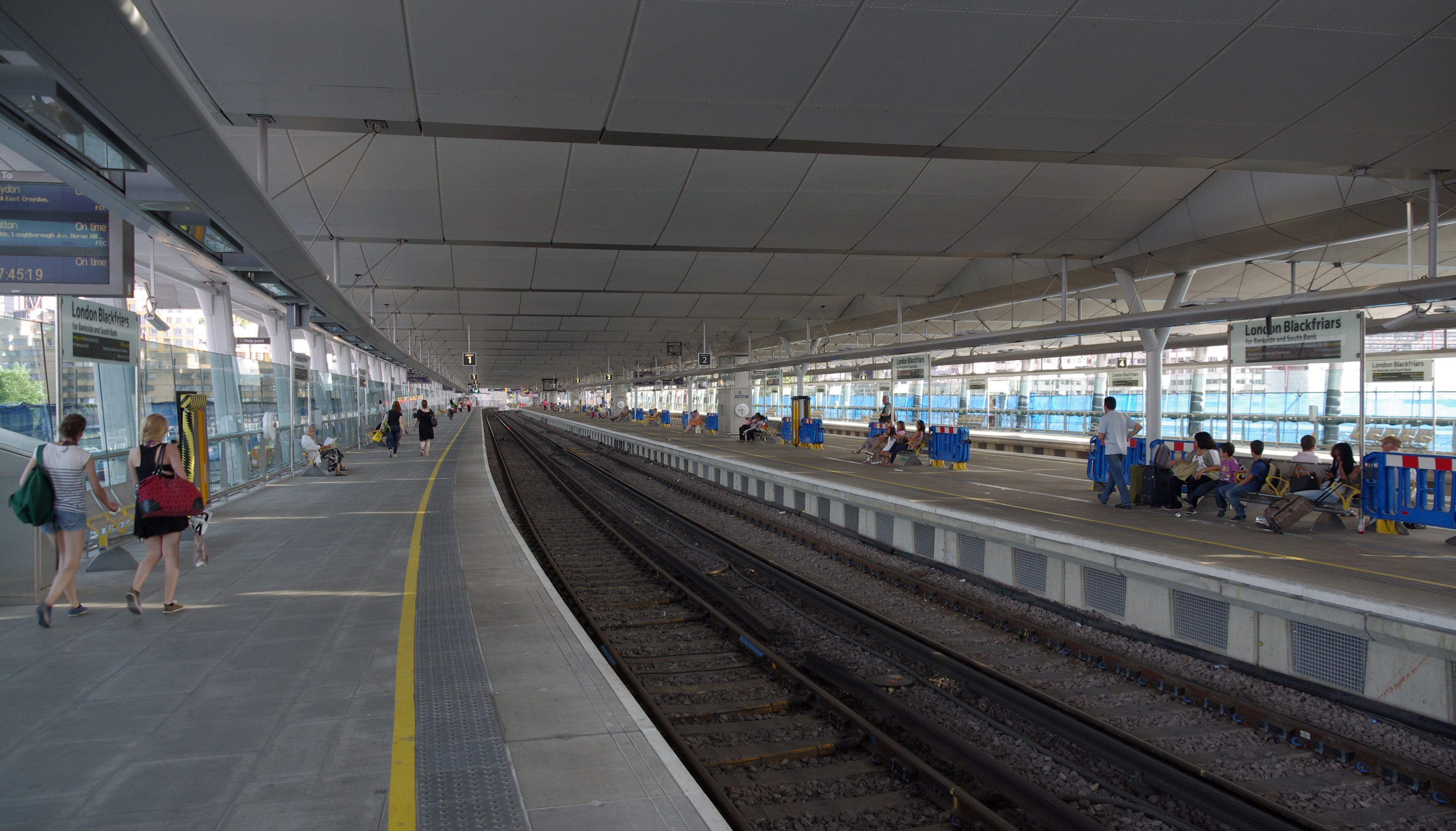
Novas plataformas acima do rio de Blackfriars

Após o sucesso do esquema original, foram elaborados planos para atualizar a rede para lidar com o aumento do número de passageiros que levaram a uma superlotação severa no horário de pico. A Network Rail obteve permissão de planejamento e poderes legais em 2006, o financiamento foi garantido em julho de 2007 e a construção começou em outubro de 2007. Os planos incluíam a reconstrução dos edifícios da estação em Farringdon (em conjunto com o projeto Crossrail) e West Hampstead Thameslink, total reconstrução das estações London Bridge e Blackfriars, duas novas plataformas subterrâneas em St Pancras International, um novo túnel ao norte de St Pancras International para a East Coast Main Line para permitir serviços para Peterborough e Cambridge em 2017, e o alongamento da plataforma, agora em fase de conclusão. Uma nova frota de 8 e 12 carros da Classe 700 começou a entrar em serviço em 2016.
A Estratégia de Utilização da Rota de Londres e Sudeste, publicada em julho de 2011, estabelece um cronograma provisório de 24 horas. Ao Sul de Londres foram fornecidos quatro trens para Brighton (um semi-rápido, um parador) e dois cada para Three Bridges, Horsham, East Grinstead, Caterham, Tattenham Corner, Tunbridge Wells, Ashford Internacional, Maidstone East, Sevenoaks e Bellingham. Ao Norte de Londres, oito trens semi-rápidos para Bedford, quatro trens paradores para St Albans, dois trens paradores e dois semi-rápidos para Luton, dois trens semi-rápidos para Peterborough, dois trens semi-rápidos para Cambridge e quatro trens paradores para Welwyn Garden City.

## Material rodante

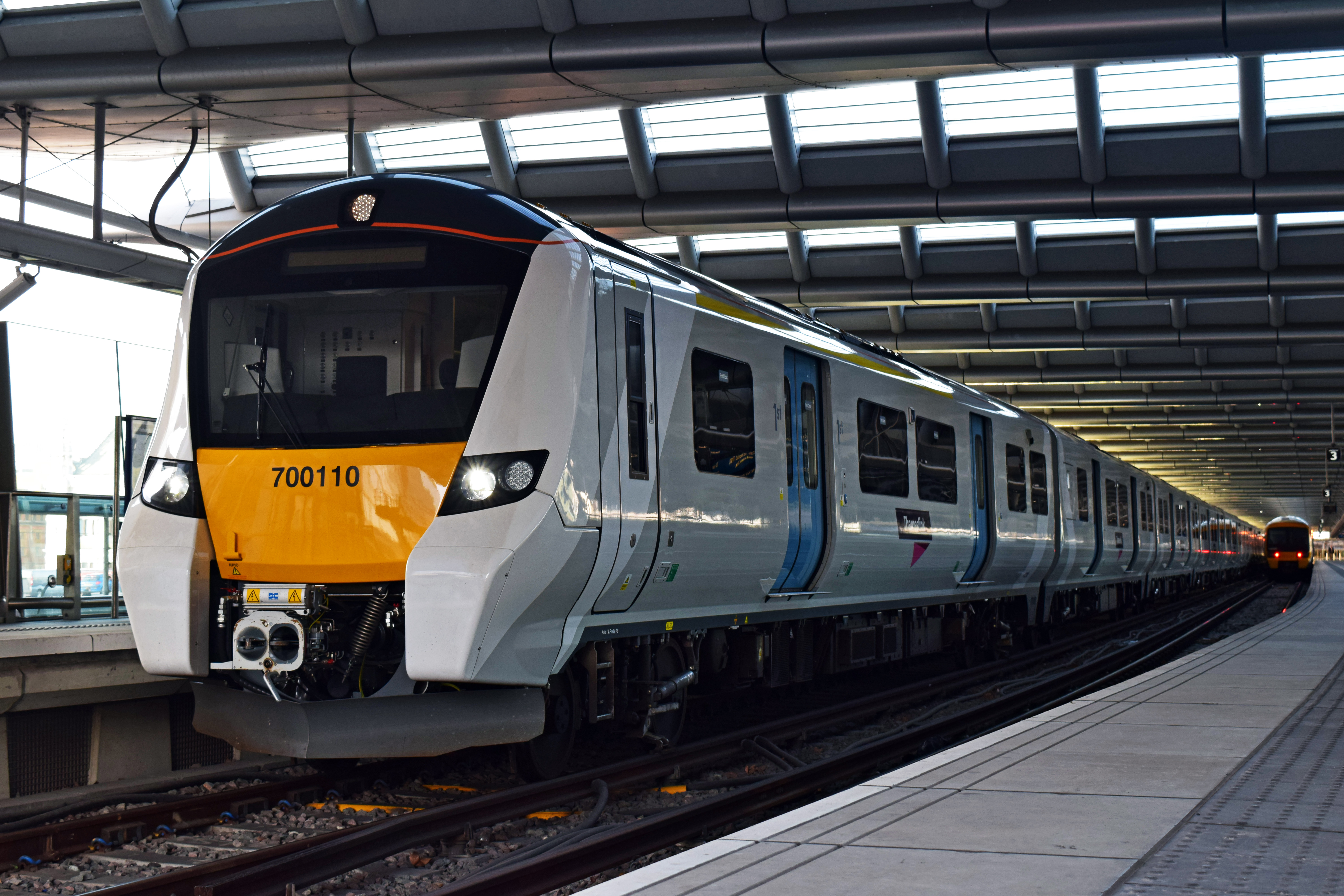
Os novos trens da classe 700 substituíram toda a frota existente em 2018

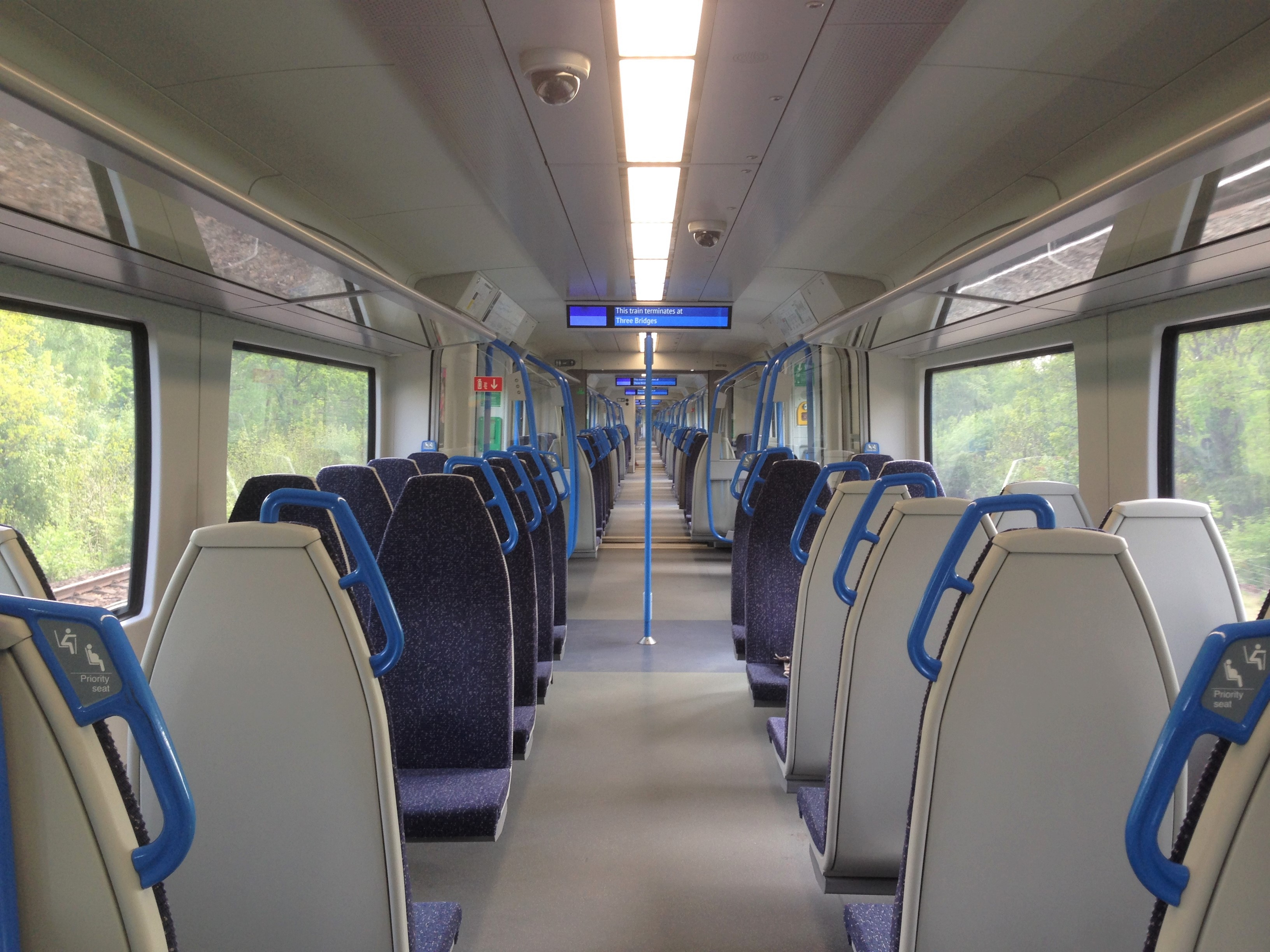
Interior dos novos trens Thameslink Classe 700

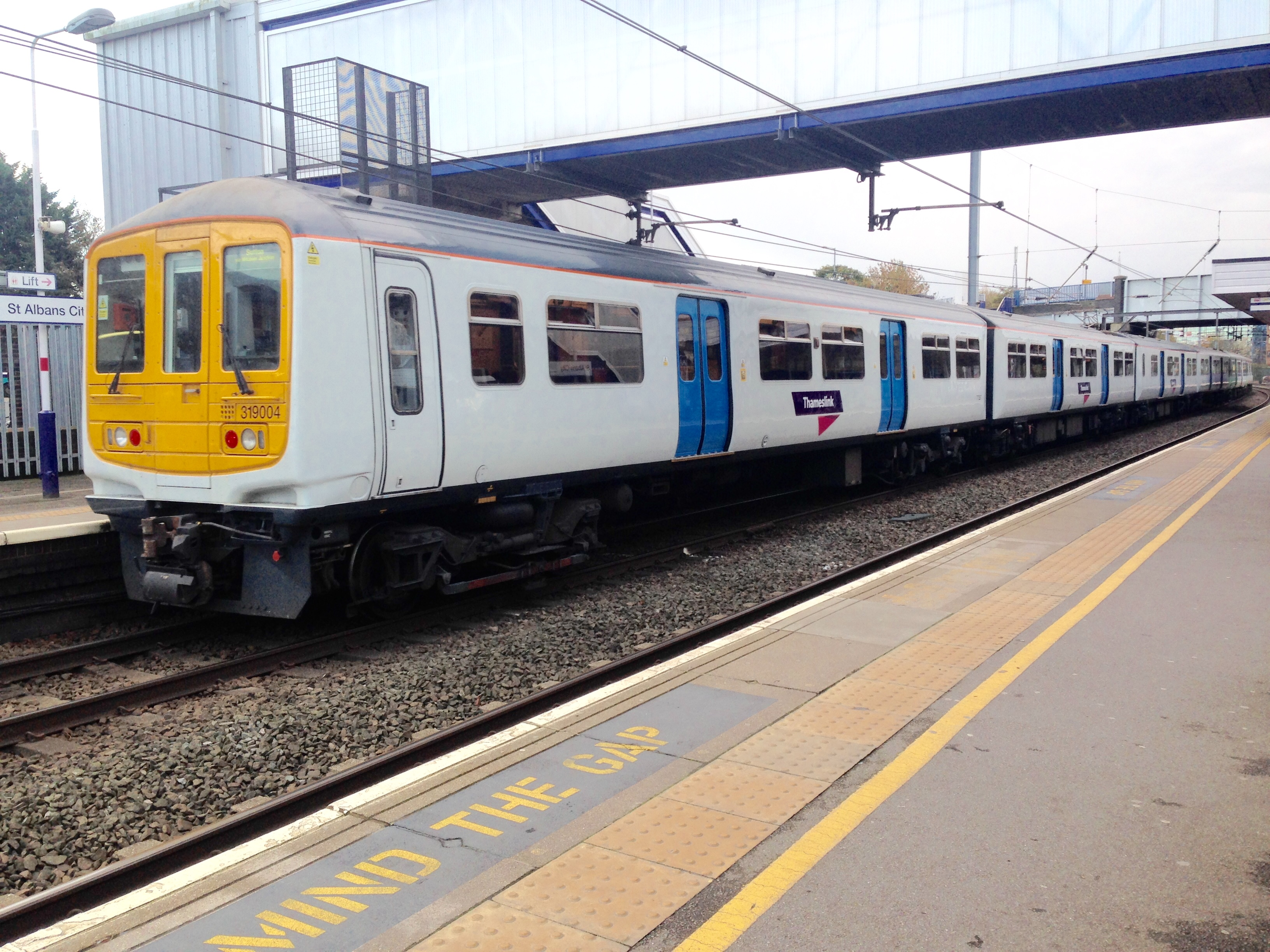
Os trens 86 Class 319 operaram na rota Thameslink de 1987 a 2018

| Classe                | Imagem | Tipo | Velocidade máxima | Velocidade máxima | Número | Rotas operadas              | Construído |
| Classe                | Imagem | Tipo | mph               | km/h              | Número | Rotas operadas              | Construído |
| --------------------- | ------ | ---- | ----------------- | ----------------- | ------ | --------------------------- | ---------- |
| Class 700 Desiro City |        | TUE  | 100               | 160               | 115    | Rota completa do Thameslink | 2014–18    |

## Franquia 2014
O concurso de licitação para a franquia Thameslink, Southern e Great Northern estava previsto para ser lançado em outubro de 2012, com o contrato a começar em setembro de 2013. Em 29 de março de 2012, o Departamento de Transporte anunciou que Abellio, FirstGroup, Govia, MTR Corporation e Stagecoach Group haviam se pré-qualificado para concorrer à franquia.
Devido a problemas com o processo de licitação da InterCity West Coast, o processo foi adiado, com a nova franquia adiada até setembro de 2014. A nova franquia inclui a franquia da South Central atualmente operada pela Southern e algumas rotas da Integrated Kent Franchise atualmente operada pela Southeastern.
Em 23 de maio de 2014, foi anunciado que a franquia foi concedida à Govia Thameslink Railway. A nova franquia Thameslink Southern & Great Northern incluirá as duas franquias Thameslink Great Northern e South Central.
A Govia Thameslink Railway iniciou suas operações em 14 de setembro de 2014, com as antigas rotas First Capital Connect Thameslink e Great Northern.

## Thameslink 2
'Railfuture', uma organização que luta por melhores serviços ferroviários para passageiros e cargas, tem proposto uma rota norte-sul adicional, ligando a Brighton Main Line às rotas ao norte de Londres, via East Croydon, Lewisham, Canary Wharf e Stratford.